# Sagay (Negros Occidental)
Sagay (fino al 1906 Argüelles) è una città componente delle Filippine, situata nella Provincia di Negros Occidental, nella Regione di Visayas Occidentale.
La città venne fondata nel 1860 da Francisco Rodríguez e Basilio Córdova nella foce del fiume Bulanon e successivamente le autorità spagnole trasferirono la sede municipale nell'attuale baranggay di Old Sagay, all'epoca chiamato Pueblo de Magallanes. Il nome Sigay deriva da quello di una conchiglia della famiglia Cypraeidae nota nelle Filippine come sigay.
Sagay è formata da 25 baranggay:
- Andres Bonifacio
- Bato
- Baviera
- Bulanon
- Colonia Divina
- Himogaan
- General Luna
- Fabrica
- Himogaan-Baybay
- Lopez Jaena
- Malubon
- Maquiling
- Molocaboc

- Old Sagay
- Paraiso
- Plaridel
- Poblacion I
- Poblacion II
- Puey
- Rafaela Barrera
- Rizal
- Sewahon
- Taba-ao
- Tadlong
- Vito